# Pál Jávor (Schauspieler)

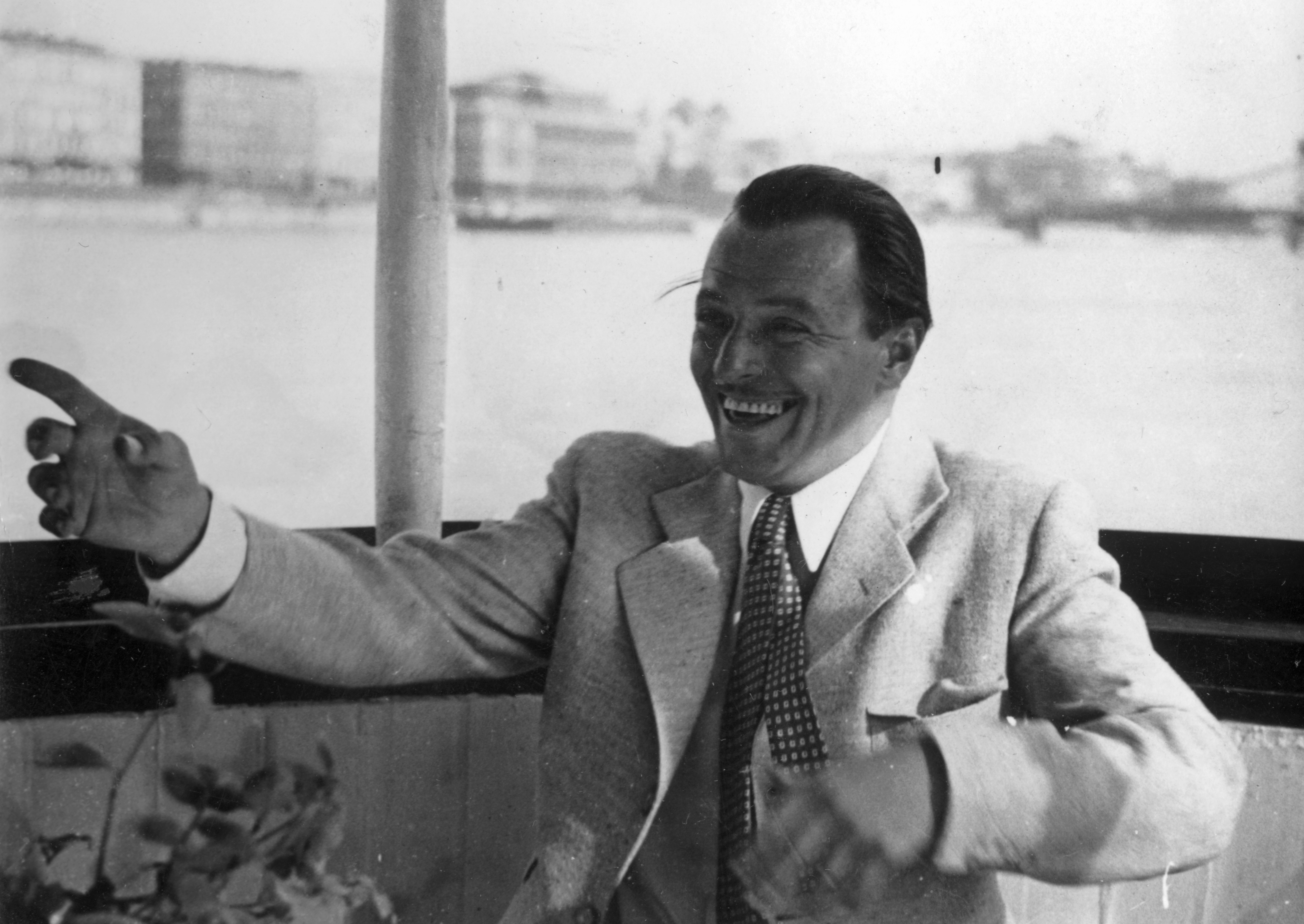
Pál Jávor auf einem Donauschiff in Budapest mit der Kettenbrücke im Hintergrund, 1940.

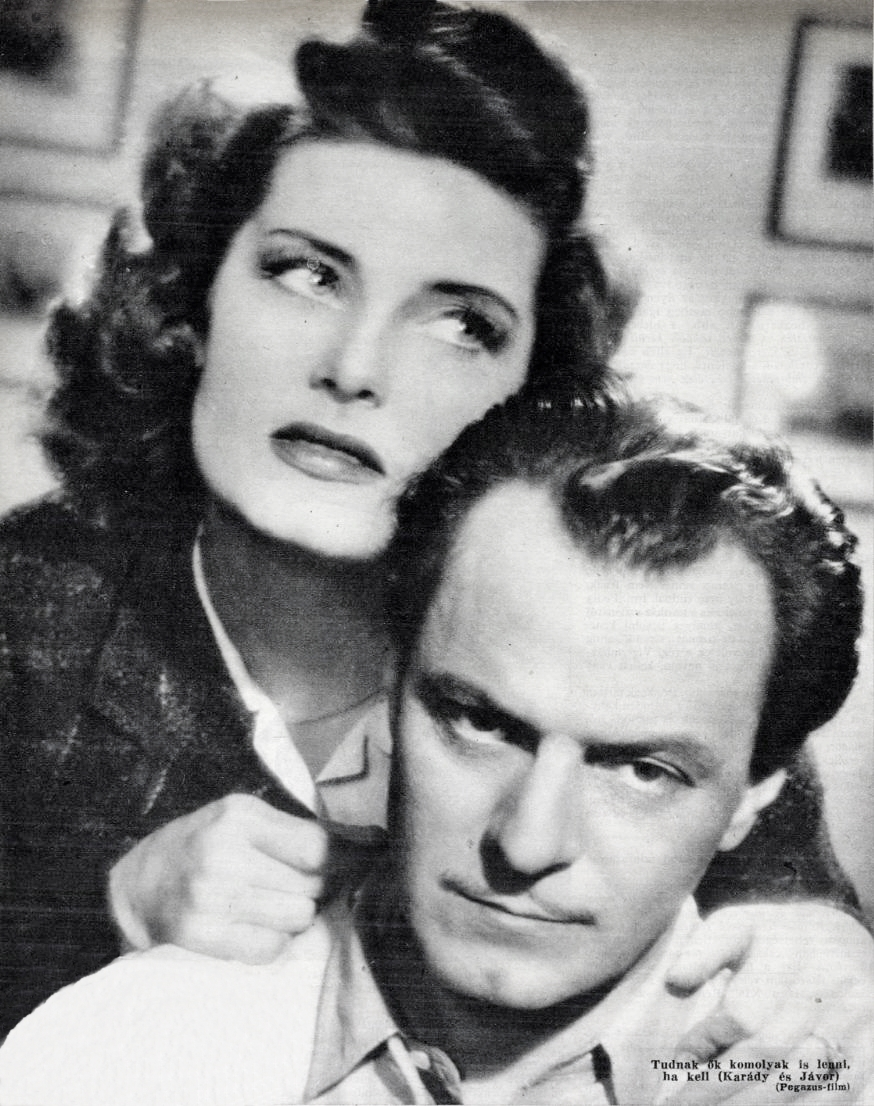
Jávor mit Katalin Karády (1941)

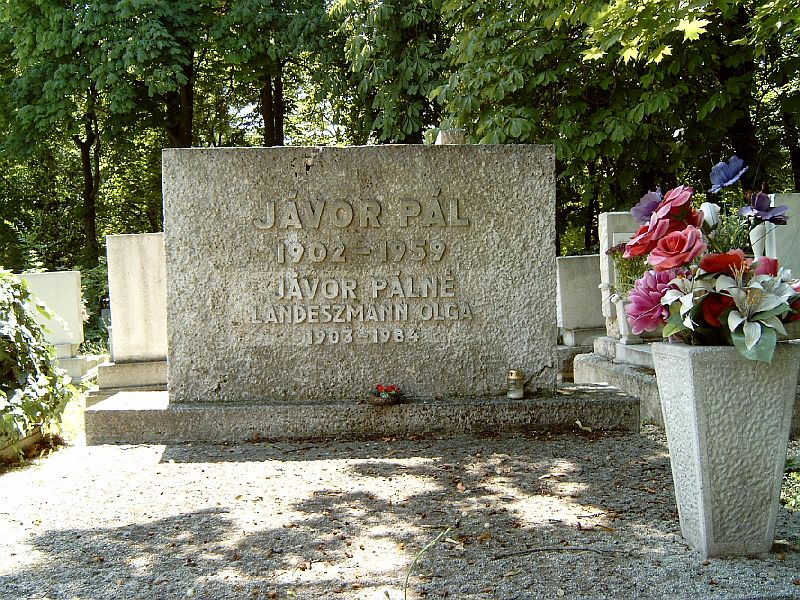
Grabstätte von Pál Jávor

Pál Jávor (Jávor Pál 'ja:vor 'pa:l, ursprünglich: Pál Gusztáv Jermann, * 31. Januar 1902 in Arad, Österreich-Ungarn; † 14. August 1959 in Budapest) war ein ungarischer Schauspieler und Sänger, einer der größten Stars des ungarischen Films.

## Leben
Jávor wurde in Arad (heute Rumänien) als unehelicher Sohn des 53-jähriges Beamten Pál Jermann und des damals im Hause Jermann arbeitenden 17-jährigen Dienstmädchens Katalin Spannenberger geboren. Er wurde auf den Namen Pál Gusztáv Albert Spannenberger ins Taufregister eingetragen. Die Eltern heirateten drei Jahre nach seiner Geburt, die Mutter sorgte durch den Betrieb einer Obsthandlung für den Erhalt der Familie. Der Jugendliche Pál zeigte bereits früh eine Leidenschaft für das Kino.
Der abenteuerlustige Junge wollte sich in den Wirren nach dem Ersten Weltkrieg nach Dänemark absetzen, um bei Nordisk Film in Kopenhagen einen Schauspielvertrag zu bekommen. Er schaffte es jedoch nur bis Budapest, wo er 1919 in die Schauspielschule der Nationalen Kunstakademie aufgenommen wurde. Jedoch wurde er bereits im Folgejahr wegen Disziplinlosigkeit von dort relegiert. 1922 schloss er seine eine Ausbildung als Schauspieler ab, lebte jedoch als Schauspielschüler und -eleve teilweise in Armut und schlief auf Bahnhöfen. Später sollte er daher junge Schauspieler stets unterstützen.
Jávor war zunächst an verschiedenen Theatern – zunächst in der Provinz, dann in Budapest – tätig, seine größte Popularität bescherte ihm jedoch ab 1929 der Film, wo er in den 1930er und in der ersten Hälfte der 1940er Jahre als unumstrittener Superstar und Frauenschwarm galt. 1934 heiratete er die jüdische Olga Landesmann, die bereits zwei Kinder aus einer früheren Ehe mitbrachte.
1940 spielte er als eleganter Betrüger Niki von Körmendy neben Attila Hörbiger und Hilde Krahl eine der Hauptrollen des auf einem Donaudampfer gedrehten Filmes Donauschiffer. Gegen Ende des Zweiten Weltkriegs geriet Jávor wegen kritischer politischer Kommentare in das Visier der Gestapo, die ihn zunächst einkerkerte und dann nach Deutschland deportierte.
Nach Kriegsende konnte Jávor in Ungarn inmitten der veränderten politischen und gesellschaftlichen Lage und angesichts des heraufkommenden Stalinismus nicht mehr an seine frühere Popularität anknüpfen. Er setzte sich nach einer Tournee durch Rumänien in die USA ab, wo er hauptsächlich Theaterauftritte vor Angehörigen der Emigrantengemeinde absolvierte. Der früher umjubelte Star fand sich mit der Situation jedoch nicht zurecht, Krankheit, Depressionen und Alkohol machten ihm zunehmend zu schaffen. 1957 konnte er jedoch nach Ungarn zurückkehren, wo er in geringem Umfang an frühere Erfolge anknüpfen konnte. Gesundheitlich angeschlagen verstarb er am 14. August 1959 in einer Budapester Klinik an den Folgen eines Magenkarzinoms. Er wurde 57 Jahre alt.
Jávor wurde im Geleit von tausenden Fans auf dem Budapester Farkasréti-Friedhof beerdigt.

## Wirkung
Jávor gilt bis heute als einer der größten Stars, die Ungarn jemals hatte, und als Inbegriff des Charmeurs. Sein schmaler Schnurrbart und sein verschmitztes Lächeln wurden zu seinem Markenzeichen. Der Schauspieler spielte in seinen über 70 Spielfilmen oft gut situierte Lebemänner, die eine unwiderstehliche Anziehung auf Frauen ausüben. Erst in späteren Jahren konnte er sein Talent auch in dramatischen Rollen unter Beweis stellen. Seine bekannteste Filmpartnerin war Katalin Karády, die ungarische Femme fatale der 1940er Jahre.

## Filmografie (Auswahl)
- 1929: Csak egy kislány van a világon
- 1931: Hyppolit, a lakáj
- 1934: Ida regénye
- 1935: Nem élhetek muzsikaszó nélkül
- 1937: Fizessen, nagysád!
- 1937: A férfi mind őrült
- 1937: A Noszty-fiú esete Tóth Marival
- 1938: Oberleutnant Franzl
- 1939: Halálos tavasz
- 1940: Dankó Pista
- 1940: Donauschiffer
- 1940: Lángok
- 1941: Egy tál lencse
- 1942: Ópiumkeringő
- 1943: Valamit visz a víz
- 1951: Der große Caruso
- 1951: Ausgezählt (Iron Man)
- 1952: Budapest antwortet nicht (Assignment – Paris!)